# Samsung Galaxy A01
O Samsung Galaxy A01 é um smartphone Android desenvolvido e fabricado pela Samsung Electronics. Faz parte da série Galaxy A, que é voltada para o mercado intermediário. O telefone chegou ao mercado em janeiro de 2020, após ser anunciado no mês anterior.

## Software
O smartphone sai de fábrica com sistema operacional móvel Android 10 com a interface One UI 2 da Samsung.